# Чернівецька міська рада VI скликання
Чернівецька міська рада (VI скликання) — представницькій орган місцевого самоврядування Чернівців, сформований за результатами Місцевих виборів (2010).

## Результати виборів
Керівником Чернівецької міськради за результатами місцевих виборів у Чернівцях (2010) став Федорук Микола Трохимович, якого із результатом 63 % голосів громада міста у п'ятий раз обрала Чернівецьким міським головою.

Щодо депутатського корпусу ради, то, за результатами волевиявлення чернівчан, беззаперечну перемогу отримали політичні сили та кандидати, які позиціонували себе як опозиція до Партії регіонів.
| № | Партія                                 | Здобуто місць |
| - | -------------------------------------- | ------------- |
| 1 | Всеукраїнське об'єднання «Батьківщина» | 17            |
| 2 | Фронт Змін                             | 16            |
| 3 | Партія регіонів                        | 16            |
| 4 | Наша Україна                           | 6             |
| 5 | Всеукраїнське об'єднання «Свобода»     | 3             |
| 6 | Республіканська партія України         | 1             |
| 7 | Третя сила                             | 1             |

## Післявиборче протистояння
Незважаючи на той факт, що 2/3 мандатів здобули «опозиційні» кандидати, більшість почала формуватися саме провладною політичною силою. Цей процес відбувався під шаленим адміністративним тиском та з використанням необмеженого фінансово ресурсу. В результаті до, опозиційної міському голові, більшості увійшли депутати фракцій: «Партії регіонів», «Нашої України» та «Батьківщини». Безпосередню участь у вказаних подіях брали очільники Чернівецької області, зокрема голова Чернівецької ОДА Михайло Папієв. Координував всі ці процеси «куратор Буковини» Юрій Борисов — топ-менеджер олігарха Дмитра Фірташа.

У результаті кількість депутатів у групах та фракціях Чернівецької міської ради VI скликання розподілилась наступним чином:
| № | Партія                             | Депутатська фракція |
| - | ---------------------------------- | ------------------- |
| 1 | Партія регіонів                    | 17                  |
| 2 | Фронт Змін                         | 15                  |
| 3 | «Батьківщина»                      | 14                  |
| 4 | Наша Україна                       | 6                   |
| 5 | Всеукраїнське об'єднання «Свобода» | 3                   |
| 5 | Позафракційні                      | 5                   |

Практично весь склад теперішньої так званої «фракції Батьківщина» у Чернівецькій міськраді виключений з партії «Батьківщина» за зраду інтересів виборців, та практично перебуває сьогодні у статусі «колективної тушки».

На першому етапі метою більшості було обмеження повноважень мера Федорука М.Т. та зосередження всіх владних повноважень в своїх руках. Ігноруючи позицію міського голови, секретарем ради було обрано креатуру Юрія Борисова - нікому не відомого та недосвідченого клерка Київської дирекції ФСС В.Михайлішина, який став депутатом ради за списком Партії регіонів.

Подальші спроби депутатів обмежити повноваження мера Чернівців і фактично відсторонити його від управління містом наштовхнулись на протидію самого Миколи Федорука, а також громади. Зокрема, на захист міського голови виступили почесні громадяни Чернівців. Було проведено низку заходів на його підтримку звичайними чернівчанами, зокрема мітинги. Як один з варіантів виходу з ситуації розглядався місцевий референдум «про недовіру Чернівецькій міській раді».

Як наслідок, 31 березня 2011 року 42 депутати Чернівецької міської ради (процедуру проігнорували депутати фракцій «Фронту Змін» та «Свободи») проголосували за дострокове припинення повноважень Чернівецького міського голови Федорука Миколи Трохимовича «у зв’язку із порушенням ним Конституції України, законів України та незабезпеченням здійснення наданих йому повноважень».

На думку експертів підстави були надуманими та не мали під собою жодного реального юридичного підґрунтя.
На захист мера Чернівців виступила Асоціація міст України, яка оприлюднила відповідне звернення. Проти свавілля депутатського корпусу виступили і самі чернівчани, які вирішили все ж таки ініціювати місцевий референдум «про розпуск міськради».
Референдум, заблокований тимчасовим керівництвом Чернівців, так і не відбувся. Як наслідок - влада була повністю зосереджена в руках у людей з «групи Фірташа». Виконуючим обов'язки очільника ради став її секретар В.Михайлішин.

## Парламентські вибори
Продовженням протистояння стали Парламентські вибори (2012). Як виявилось, оточенням В.Михайлішина управління містом Чернівці розглядалось як стартовий майданчик для обрання у Верховну Раду України, а усунення мера здійснювалось з метою акумуляції, необхідних для майбутньої перемоги, ресурсів. У результаті В.Михайлішин став кандидатом у народні депутати України від Партії регіонів по 201 «мажоритарному округу» (місто Чернівці).

Його основним конкурентом став, усунутий з посади Чернівецький міський голова Микола Федорук, якого у липні 2012 року кандидатом по цьому ж округу висунув з’їзд «Об’єднаної опозиції».

Під час виборчої кампанії (2012) були зафіксовані численні факти застосування адміністративного ресурсу, чорного піару та брудних виборчих технологій проти опозиційного кандидата. Команда провладного кандидата була практично впевнена у майбутній перемозі, на яку працювала ціла група політтехнологів, політологів та соціологів на чолі з Костем Бондаренко.

Незважаючи на це все, з результатом 52,04 % переміг Федорук М.Т., випередивши провладного кандидата майже у двічі. На думку багатьох аналітиків результати парламентських виборів продемонстрували позицію чернівчан, зокрема й до «подій 31.03.2011» та теперішньої міської влади в цілому.

## Ситуація після поразки
Після поразки на парламентських виборах тимчасовий очільник Чернівців В.Михайлішин вирішив продовжити управляти містом.
Усі звинувачення, зокрема й у причетності до корупційних схем, на адресу колишнього мера Чернівців та його команди, залишились тільки на словах.
16 квітня 2011 року за отримання хабаря було заарештовано, звільненого за два місяці до того, колишнього директора КП МТК «Калинівський ринок» Івана Ринжука. Пізніше, підозрюваному ще й інкремінували «привласнення майна в особливо великих розмірах». Судові процеси тривали вже більше двох років, нині підозрюваний звільнений під заставу. Усі спроби «прив'язати» до цієї кримінальної справи екс-мера завершились нічим. Хоча саму ситуацію намагались активно використати як «компромат» під час виборчих перегонів.
Водночас, після «подій 31.03.2011» Чернівецька міська рада, зосередившись на переросподілі власності, постійно знаходиться в епіцентрі корупційних скандалів. Представниками опозиційних політичних партій та громадських організацій регулярно оприлюднюються факти про корупційні дії та розбазарювання комунального майна. Зокрема, скандали з комунальними кінотеатрами «Чернівці» та «ім. І.Миколайчука», приміщеннями в історичному центрі міста, земельними ділянками, наданням преференцій наближеним суб'єктам господарювання тощо.
Водночас, все частіше своє незадоволення керівництвом міста висловлюють й самі члени Партії регіонів, зокрема представники так званої «старої партійної групи», які вже відкрито критикують існуючий стан речей. При цьому, ситуація доходила й до фізичного протистояння.
Крім того, правоохоронними органами було порушено цілу низку кримінальних справ стосовно посадових осіб міської влади, безпосередньо пов'язаних з тимчасовим керівництвом.
Позачергові вибори Чернівецького міського голови, які повинні були відбутись ще 2011-го року під різними приводами не призначалися Верховною Радою. Окремі представники провладної партії відкрито заявляють про небажання їх проведення.
Водночас, експерти та аналітики наполягають, що вибори в Чернівцях не призначаються виключно з однієї причини - відсутність реальних шансів на перемогу у провладного табору.
В свою чергу, жителі Чернівців продовжують наполягати на необхідності проведення місцевих виборів і на своєму праві обрати легітимну місцеву владу. У місті створено громадську ініціативу «ЧПМ» (Чернівцям потрібен мер), яка зокрема проводить круглі столи та марафони. Деякі кроки громадських активісті відрізняються своєю оригінальністю, як то розміщення вакансії на посаду мера міста.

## Див.також
- Чернівецька міська рада VII
- Чернівецька міська рада VIII скликання